# إنريكي فيرارو
إنريكي فيرارو (بالإسبانية: Enrique Ferraro)‏ هو لاعب كرة قدم أوروغواياني، ولد في 20 يونيو 1970 في مونتفيدو في الأوروغواي. لعب مع نادي برشلونة.

## وصلات خارجية
- إنريكي فيرارو على موقع قاعدة بيانات كرة القدم.إي يو (الإنجليزية)